# Gemeinsamer Markt für das Östliche und Südliche Afrika

Aktuelle Mitgliedstaaten
Ehemalige Mitgliedstaaten

Der Gemeinsame Markt für das Östliche und Südliche Afrika (englisch Common Market for Eastern and Southern Africa, COMESA; französisch Marché commun de l'Afrique orientale et australe; portugiesisch Mercado Comum da África Oriental e Austral) ist eine regionale Organisation (Regionale Wirtschaftsgemeinschaft) mit Sitz im sambischen Lusaka. Ziel ist die Schaffung eines gemeinsamen Marktes für die Länder des östlichen und südlichen Afrikas. Sie wurde formell 1994 als Nachfolgeorganisation der seit 1981 existierenden Preferential Trade Area for Eastern and Southern Africa (PTA) gegründet.

## Aufgabe
Die hauptsächliche Aufgabe liegt im Handelsbereich mit dem Ziel der Schaffung einer Freihandelszone, die am 31. Oktober 2000 von neun Mitgliedsstaaten begonnen wurde und inzwischen 21 Mitglieder hat. Im Jahr 2009 wurde eine Zollunion von der COMESA ins Leben gerufen. Es war geplant bis 2012 diese abzuschließen, aber auch nach einer zweiten Verschiebung der Übergangszeit auf 2014 war die Zollunion noch nicht funktionsfähig.

## Probleme
Es gab mehrfache Verzögerungen der vorgesehenen Zollsenkungen und auch Skepsis wie es mit der COMESA weitergehen soll. Jedoch gelingt es der COMESA ihre Ziele voranzubringen, obwohl es wegen der Unterschiedlichkeit der Mitglieder und der geografischen Distanzen immer wieder zu Problemen kommt. Ein Problem ist auch die Überschneidung mit anderen Organisationen mit ähnlichen Zielen. So gehören Eswatini, Madagaskar, Malawi, Mauritius, Sambia und Simbabwe auch zur Südafrikanischen Entwicklungsgemeinschaft. Tansania hat die COMESA auch verlassen, um dieser Überschneidung zu entgehen. Südafrika hatte wegen anderer Verträge kein Interesse an der Mitgliedschaft.

## Aktuelle Mitgliedstaaten

Mitgliedschaft in verschiedenen Organisationen

- Ägypten (seit 6. Januar 1999)
- Äthiopien (seit 21. Dezember 1981)
- Burundi (seit 21. Dezember 1981)
- Dschibuti (seit 21. Dezember 1981)
- Eritrea (seit 1994)
- Eswatini (seit 21. Dezember 1981)
- Kenia (seit 21. Dezember 1981)
- Komoren (seit 21. Dezember 1981)
- Demokratische Republik Kongo (seit 21. Dezember 1981)
- Libyen (seit Juni 2005)
- Madagaskar (seit 21. Dezember 1981)
- Malawi (seit 21. Dezember 1981)
- Mauritius (seit 21. Dezember 1981)
- Ruanda (seit 21. Dezember 1981)
- Sambia (seit 21. Dezember 1981)
- Seychellen (seit 2001)
- Simbabwe (seit 21. Dezember 1981)
- Somalia (seit 19. Juli 2018)
- Sudan (seit 21. Dezember 1981)
- Tunesien (seit 18. Juli 2018)
- Uganda (seit 21. Dezember 1981)

## Ehemalige Mitgliedstaaten
- Lesotho (bis 1997)
- Mosambik (bis 1997)
- Tansania (bis 2000)
- Namibia (bis 2004)
- Angola (bis 2007)

## COMESA RCTG CARNET
RCTG ist ein Regionales Zolltransit Garantiesystem, ein Bestandteil des COMESA Protokoll über Transithandel und Transiterleichterung.
Teilnehmer der RCTG Vereinbarung sind 13  COMESA Mitglieder und Nichtmitgliedsländern.
- Äthiopien (COMESA Mitglied)
- Burundi (COMESA Mitglied)
- Demokratische Republik Kongo (COMESA Mitglied)
- Dschibuti (COMESA Mitglied)
- Kenia (COMESA Mitglied)
- Madagaskar (COMESA Mitglied)
- Malawi (COMESA Mitglied)
- Ruanda (COMESA Mitglied)
- Sudan (COMESA Mitglied)
- Südsudan ist seit April/Mai 2016 Teilnehmer des COMESA Regional Third Party Motor Insurance (Yellow Card) Schemes bzw. des COMESA Regional Customs Transit Guarantee (RCTG) Schemes.[3][4]
- Simbabwe (COMESA Mitglied)
- Tansania
- Uganda (COMESA Mitglied)